# Juliet (måne)
Juliet er en af planeten Uranus' måner: Den blev opdaget den 3. januar 1986 ud fra billeder taget af rumsonden Voyager 2, og fik lige efter opdagelsen den midlertidige betegnelse S/1986 U 2. Senere har den Internationale Astronomiske Union vedtaget at opkalde den efter Julie fra William Shakespeares skuespil Romeo og Julie. Månen Juliet kendes desuden også under betegnelsen Uranus XI (XI er romertallet for 11).
Ud over Juliets størrelse og omløb omkring Uranus ved man kun ganske lidt om denne måne.